# Bangert Enterprises
Bangert Enterprises war ein US-amerikanischer Automobilhersteller.

## Beschreibung
Noel Bangert gründete 1954 das Unternehmen in Kalifornien. Als Sitz werden Los Angeles und Hollywood angegeben. Der Markenname lautete Bangert. John Treverbaugh übernahm 1959 die Bauformen und gab sie seinerseits 1960 an Tom Bednar ab. 1963 endete die Produktion.

## Fahrzeuge
Der Bangert Sports Car war ein Kit Car mit einer GFK-Karosserie, die vom zeitgenössischen Chevrolet Corvette inspiriert war. Der Kit war auf Radstände von 2438 mm bis 2642 mm ausgelegt. Fahrwerk, Antrieb und Motor variierten je nach Kundenwunsch und Spenderfahrzeug.
Am häufigsten wurde ein Cadillac-V8-Motor mit 5424 cm³ Hubraum eingesetzt, der 250 bhp (184 kW) bei 4600 min−1 lieferte. Der Kit kostete US$ 495,–.